# موديبو ديمبيلي
موديبو ديمبيلي (بالفرنسية: Modibo Dembélé)‏ هو لاعب كرة قدم فرنسي في مركز الوسط، ولد في 14 أغسطس 1993 في Thiais ‏ في فرنسا. لعب مع نادي بريشيا.

## وصلات خارجية
- موديبو ديمبيلي على موقع قاعدة بيانات كرة القدم.إي يو (الإنجليزية)
- موديبو ديمبيلي على موقع Soccerway.com (الإنجليزية)
- موديبو ديمبيلي على موقع عالم كرة القدم.نت (الإنجليزية)
- موديبو ديمبيلي على موقع GSA (الإنجليزية)